# Barszabbasz Szent Simon
Barszabbasz Szent Simon, más néven Perzsiai Szent Simeon (Kr. u. 3. század vége – Karka de-Ledan, 341 vagy 345 nagypéntekje) Perzsia metropolitája, vértanú. Tisztelete mind a római, mind több keleti egyházban elterjedt.

## Élete
Születésének helyét és idejét nem ismerjük. 316-ban szentelték püspökké, Papa bar Gaggai segédpüspöke lett. Simont a nikaiai zsinat 325-ben egész Perzsia metropolitájává tette.
II. Sápúr szászánida király alatt (310–379), aki a szászánidák királyi házának leghatalmasabb uralkodója volt, a perzsa birodalom fiatal egyháza hosszú és véres üldözést élt át, amely sok áldozatot követelt. Egyes akkori vértanúkról kortársi, vagy legalábbis nagyon régi és nagyjából hitelre méltó akta tudósít szír nyelven. Ezek közé a régi tudósítások közé tartozik a birodalom fővárosa, Szeleukia-Ktésziphon püspökének, Simon Barszabbasznak ékes stílusban megírt vértanúság-története.
I. Sápúr uralkodásáig a keresztényeket hallgatólagosan megtűrték Perzsiában, sőt egy bizonyos szabadságot is élveztek. Mindez megváltozott, amikor II. Sápúr célul tűzte ki, hogy régi fényében állítja vissza a perzsa birodalmat. Az első időszakban, több évtizeden keresztül II. Sápúr és Simon püspök jó kapcsolatot ápoltak, amely később megromlott. II. Sápúr király 340-ben  rendelkezést adott ki, amelyben megbízta Simon püspököt, hogy a keresztényektől kétszeres fejpénzt és kettős adót szedjen és szolgáltasson be a királynak, hogy pénzhez jusson a római háború számára; "a keresztények ugyanis a mi országunkban laknak, érzelmileg azonban a császárhoz, ellenségünkhöz tartoznak". Simon püspök ezt a kérést megtagadta.
Simon ellenfelei és a keresztények ellenségei rögtön ki is használták az alkalmat az udvarban, hogy Simont gyalázzák és az ország árulójának kiáltsák ki. Amikor Simon a király második felhívásának is ellene szegült, őrizetbe vették, templomát lerombolták, sok keresztényt, püspököt, papot és hívőt elfogtak és a király udvarába hurcoltak. A király, még mindig jóindulatúan fővárosának püspöke iránt, elővezettette Simont, szemére vetette engedetlenségét és a nép felbujtogatását, s még egyszer megparancsolta neki, hogy hajtsa be a kívánt adókat a keresztényektől. Amikor Simon ismét ellenszegült, a király lemondott arról, hogy a kettős adót a püspök által hajtsa be, de megparancsolta neki, hogy imádja a Napot és a tüzet. Simon püspök természetesen ezt is megtagadta. II. Sápúr még megpróbálta menteni a püspököt, régi barátságukra hivatkozva kérte, hogy csak egy alkalommal mutasson be áldozatot a Napnak, s ezzel megmenti életét.
Hiábavaló volt. A mágusok késztetésére Simont és a vele együtt elfogott keresztényeket halálra ítélték. Így hát Simon az elítéltek élén vonult a vesztőhelyre, imádkozott és a Szentírás szavaival bátorította társait, mialatt a hóhérok teljesítették kötelességüket. Simon és két idős pap, Channania és Abdhaikla volt az utolsó. Amikor Channaniát levetkőztették a kivégzéshez, ,,a teste remegett, a lelke azonban nem. Puszai, egy tekintélyes férfi, aki jelen volt a kivégzéseknél, látta ezt, és így szólt hozzá: ,,Ne félj! Hunyd be a szemedet egy pillanatra, és meglátod Krisztus világosságát! Puszait rögtön letartóztatták és a király elé vitték. Simon utolsó imádságában áldást kért üldözőire, nyája híveire és arra a helyre, ahol méltók lettek a vértanúhalálra. Ezután ő is meghalt, mégpedig nagypénteken a kilencedik órában.

## Ünnepnapjai
Barszabbasz Szent Simon ünnepe mind a keleti, mind a nyugati egyházak naptárában megtalálható:
- Római katolikus egyház: április 21.
- Szír ortodox egyház: húsvét utáni péntek
- Görög ortodox egyház: április 17.
- Melkita bizánci katolikus egyház: április 30.
- Asszír keleti egyház: augusztus 17.

## Fordítás
- Ez a szócikk részben vagy egészben  a   Shemon Bar Sabbae című angol Wikipédia-szócikk fordításán alapul.  Az eredeti cikk szerkesztőit annak laptörténete sorolja fel. Ez a jelzés csupán a megfogalmazás eredetét és a szerzői jogokat jelzi, nem szolgál a cikkben szereplő információk forrásmegjelöléseként.